# 五帶刺尾魚
五帶刺尾魚（学名：Acanthurus tractus），又稱五帶刺尾鯛、海洋刺尾魚，為輻鰭魚綱鱸形目刺尾魚亞目刺尾魚科的其中一個種，古巴動物學家Felipe Poey於1860年首次正式描述了Acanthurus tractus，其模式產地為古巴。原被認為是月尾刺尾魚(Acanthurus bahianus)的同種異名，直到2011年才恢復其單獨物種的地位，分布於西大西洋美國麻薩諸塞州至百慕達群島向南至墨西哥灣與巴西；東大西洋阿森松島與聖赫勒拿島、安哥拉外海海域，深度11至45公尺，本魚體呈橢圓形且側扁，頭部輪廓陡峭，頭部兩側的大眼睛高高在上，口小，吻突出，體色多變化，在沙質基質上呈現淺米色，在岩石上呈現深棕色，側面有時呈藍綠色，有幾乎看不見的細垂直條紋，藍色短線從眼睛放射出來，背鰭、臀鰭和尾鰭都有藍色邊緣，胸鰭通常是橙色的，尾柄周圍經常有淺色或白色的環，尾柄兩側各有1枚毒棘，背鰭硬棘9枚，背鰭軟條23-26枚、臀鰭硬棘3枚、臀鰭軟條21-23枚，體長可達38.1公分。本魚棲息在珊瑚礁區，主要以珊瑚礁及岩石上的藻類為食，白天活動，生活習性不明，可作為食用魚及觀賞魚。

## 外部鏈接
- Froese, R. & Pauly, D. (eds.) (2024). Acanthurus tractus. FishBase. Version 2024-04.